# نیمه‌ی غایب
نیمه‌ی غایب کتابی از حسین سناپور است در نشر چشمه منتشر شده است. در سال ۱۳۷۸ برندهٔ اولین دوره جایزهٔ مهرگان ادب به عنوان بهترین رمان سال و در سال ۱۳۸۱ برنده جایزه یلدا شده‌است. چاپ بیست و یکم این اثر سال ۱۴۰۰ منتشر شده‌است. گزارش‌هایی این اثر را به عنوان یکی از رمان‌های پرفروش نیمه اول دهه هشتاد خورشیدی معرفی کرده‌است.

## معرفی
داستان نیمه غایب در سال ۱۳۶۷ و ۱۳۶۹ می‌گذرد و زندگی نسلی را روایت می‌کند که جوانی‌شان را در سال‌های پایانی جنگ ایران و عراق و آغاز عصر پس از جنگ در تهران می‌گذرانند. فرهاد عاشق سیمیندخت است، اما سیمیندخت بیش از هر چیز دغدغه پیدا کردن مادرش را دارد که ۲۲ سال پیش از خانواده بریده و به آمریکا مهاجرت کرده‌است. صدرالدینی، پدر معتاد و زنباره سیمیندخت در عین علاقه قلبی به همسرش ثریا، به او فحاشی می‌کند و او را از خود بیزار کرده‌است. الهی دوست صدرالدینی که مردی خودساخته است عاشق ثریا می‌شود و کوشیده در دوران کودکی سیمیندخت، با نزدیک کردن خود به وی خلأ احساسی او را پر کرده و همچنین ثریا را از وضع او آگاه کند. فرح دوست همخانه ای سیمیندخت اهل لاهیجان است. خانواده ای پدرسالار دارد که بی اجازه وی تصمیم بر ازدواجش گرفته‌اند، اما وی با بیژن ارتباط عاطفی دارد. بیژن در نهایت وی را رها کرده و خواستگاریش از وی را انکار می‌کند. فرح که شخصیتی شاد داشته دست به خودسوزی می‌زند که توسط سیمیندخت ناکام می‌ماند. پس از مرگ صدرالدینی، الهی ثریا را به ایران می‌آورد و مادر و دختر یکدیگر را پس از ۲۲ سال پیدا می‌کنند. فرهاد از خانواده ای سنتی و بازاری است و دلباخته سیمیندخت شده‌است. وی از سیمیندخت تقاضا می‌کند با خانواده اش آشنا بشود، اما سیمیندخت این تقاضا را رد می‌کند. فرهاد به خاطر نقشش در یک اعتراض دانشجویی از طرف کمیته انضباطی بازخواست می‌شود و چون حاضر به امضای تعهدنامه نمی‌شود، از تحصیل معلق می‌شود. وی که در آخرین روزهای تحصیل از سیمیندخت جدا شده‌است، پس از دو سال به دنبال وی به دانشگاه بازمی‌گردد تا از او درخواست ازدواج کند، اما سیمیندخت به آمریکا رفته و در آنجا ازدواج کرده و به تحصیل مشغول شده‌است. وی که دو سال بدون ارتباط با خانواده سنتی و پدرسالارش زندگی کرده، به ازدواجی اجباری برای خوشحالی پدرش که در بستر مرگ قرار دارد، تن می‌دهد.

## شخصیت‌ها
شخصیت‌های محوری داستان چهار جوان به نام‌های فرهاد، سیمیندخت (سیندخت یا سیما)، فرح و بیژن و سه میانسال به نام‌های الهی، صدرالدینی (صدر) و ثریا هستند. فرهاد عاشق سیمیندخت است و فرح و بیژن نیز قرار است با یکدیگر ازدواج کنند. این چهار نفر دانشجویان معماری دانشکده هنرهای زیبای دانشگاه تهران هستند. صدرالدینی پدر سیمیندخت است و ثریا مادر وی که از صدرالدینی جدا شده و به آمریکا رفته‌است. الهی نیز دوست صدرالدینی است که دلباخته ثریا است.

## نقد و بررسی
رمان نیمه غایب بارها مورد نقد و بررسی منتقدان ادبی قرار گرفته‌است.
فیروز زنوزی جلالی دربارهٔ رمان نیمه غایب گفته بود؛
نویسنده در رمان نیمه غایب وارد دنیای زنانه شده و موفق شده‌است، لایه‌های شخصیتی زن را به خوبی بیان کند. بستر و فکر اصلی رمان قوی نیست و موضوع از همان داستان‌های ژورنالیستی است. اما این اثر در عمق، سرگشتگی نسل امروز که بین سنت و تجدد معلق است را بیان می‌کند. یک نسل بی‌هویت سرگشته که نمی‌داند چه می‌خواهد.

احمد غلامی دربارهٔ این اثر گفته بود؛
از سال ۱۳۷۵ به بعد رمان‌های زیادی را داریم که به مسایل زندگی ایرانی، اجتماع ایرانی، فرهنگ ایرانی و آدم ایرانی تحت یک سیطره سیاسی خاص می‌پردازند؛ از سال ۱۳۷۵ تا ۱۳۸۰ زندگی روز و جریان‌های روز در آثار داستانی متبلور است. نکته مهم این است که نویسندگانی به زندگی شهری رویکرد تازه‌ای دارند؛ مثلاً رمان “نیمه غایب“ اثر حسین سناپور به زندگی شهری و آدم‌های متوسط و دانشجوها پرداخته شده که این‌ها می‌تواند در یک شکل هنری ماندگار باشند.

## جوایز
حسین سناپور برای نگارش رمان نیمه غایب در رقابت‌های ادبی مورد توجه قرار گرفت.
- کتاب سال ۱۳۷۸ و اثر برگزیده اولین دوره جایزهٔ مهرگان ادب
- کتاب سال ۱۳۸۱ و اثر برگزیده جایزه یلدا شده‌است.[۱][۲]

## رویدادهای مرتبط
رمان نیمه غایب علاوه بر جلب توجه مخاطب‌هاو نیز منتقدان، در مقطعی توقیف شد. و همچنین بر اساس اقتباسی از این اثر نمایشی اجرا شده‌است.
توقیف
نیمه غایب در مدت کوتاهی مورد استقبال قرار گرفته و به چاپ‌های متعدد رسید.این کتاب تا زمستان ۱۳۸۷ از سوی نشر چشمه به چاپ پانزدهم رسید، اما از آن چاپ به بعد، از سوی وزارت فرهنگ و ارشاد اسلامی توقیف و غیرقابل انتشار تشخیص داده شد. انتشار مجدد این اثر از اوائل دهه نود خورشیدی از سر گرفته شد. چاپ بیست و یک این اثر سال ۱۴۰۰ منتشر شده‌است.
نویسنده نیمه غایب سال ۱۳۹۳ اعراض به ممنوعیت انتشار این اثر عنوان کرده بود.
با روی کار آمدن دولت  روحانی دو بار به توقیف رمان «نیمه غایب» که در سال ۱۳۸۸ توقیف شده بود اعتراض کردم و خواستار رسیدگی به این مسئله شدم. مان «نیمه غایب» ۱۰ سال در ایران به چاپ رسیده و در طول این مدت ۱۵ بار چاپ شده بود. اما در سال ۱۳۸۸ ایرادهایی به آن گرفتند و از آن پس تا به حال اجازه چاپ پیدا نکرده‌است.
اقتباس
نمایش «نیمه غایب» به نویسندگی و کارگردانی «آزاده گنجه» برداشتی آزاد از رمان «نیمه غایب» نوشته «حسین سناپور» است. نمایش «نیمه غایب» اثر برگزیده بخش خلاقیت، برندهٔ جایزه دوم کارگردانی و برندهٔ جایزه ایده برتر از یازدهمین جشنوارهٔ سراسری تئاتر تجربه است.